# Concharrás
Concharrás är en ort i Mexiko.   Den ligger i kommunen Irimbo och delstaten Michoacán de Ocampo, i den södra delen av landet, 140 km väster om huvudstaden Mexico City. Concharrás ligger 2 168 meter över havet och antalet invånare är 110.
Terrängen runt Concharrás är kuperad åt sydväst, men åt nordost är den platt. Runt Concharrás är det ganska tätbefolkat, med 111 invånare per kvadratkilometer. Närmaste större samhälle är Ciudad Hidalgo, 15,2 km sydväst om Concharrás. I omgivningarna runt Concharrás växer huvudsakligen savannskog.